# Anthony Šerić
Anthony Šerić, född 15 januari 1979 i Sydney i Australien, är en australisk-kroatisk före detta fotbollsspelare.
Šerić spelade tidigare i bland annat Kardemir Karabükspor, Panathinaikos FC, SS Lazio samt Parma FC.